# Mousgoum (peuple)
Pour les articles homonymes, voir Mousgoum.

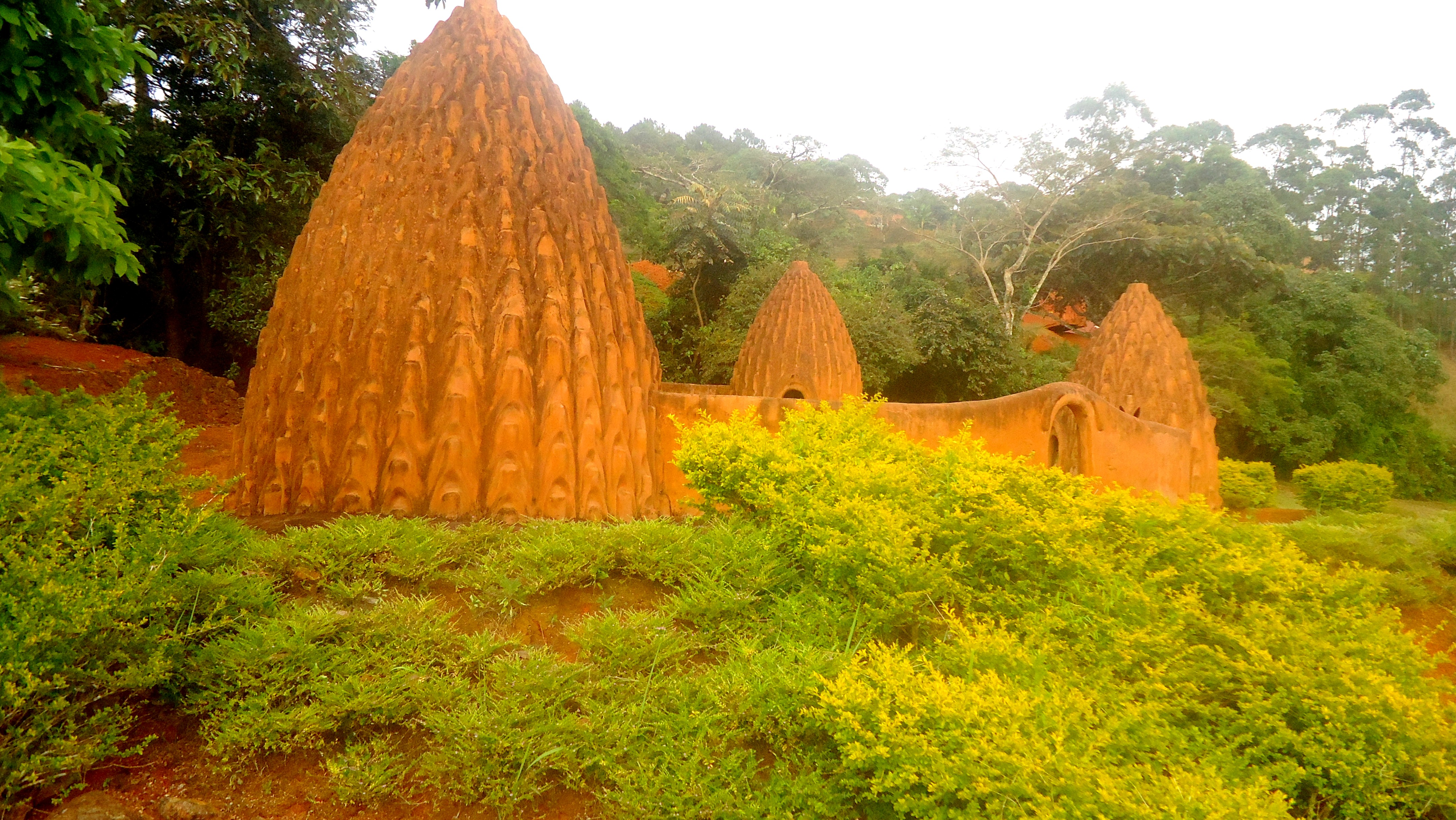
Cases Mousgoum 2

Les Mousgoum sont un peuple d'Afrique centrale et occidentale. Riverains du Moyen-Logone, ils sont surtout présents dans les plaines du nord-Cameroun et au sud-ouest du Tchad, également dans l'est du Nigeria. Leur architecture traditionnelle a été très étudiée.

## Ethnonymie
Leur ethnonyme tire son origine du village de Mousgoum.
Selon les sources, on rencontre de multiples variantes de l'ethnonyme : Mouloui, Mousgoums, Mousgoun, Mousgou, Mouskoun, Mulwi, Mumwi, Munjuk, Musgo, Musgum, Musgums, Musgun, Musgu, Musgus, Musseku, Mussug, Musuk, Muzgu, Muzuk.

## Langue
Ils parlent une langue tchadique, le mousgoum. Le nombre total de locuteurs a été estimé à 85 900, dont  61 500 pour le Cameroun (1982) et 24 400 pour le Tchad (recensement de 1993).

## Histoire et culture
Le peuple Mousgoum tire son origine de la cohabitation de plusieurs peuples. D'un côté les Sao et de l'autre côté les Barguinien, les Bornouan et les Massa. La morphologie physique des Mousgoum tire son origine de sa ligné Sao en revanche leur côté islamique découle de l'appartenance aux  Bounouan et aux Barguinien. C'est un peuple que l'on retrouve majoritairement au Tchad, au Cameroun avec une minorité au Nigéria. La cohabitation avec les Massa a créé une forte confusion identitaire. Certains auteurs à l'instar d' André Gide ne dissocient pas le massa du mousgoum pourtant  le jargon massa marque une réel différence entre eux et les Mouloui ( appellation des mousgoum en langue Massa du Tchad).

Mousgoum et Massa sont deux peuples frères avec un ancêtre commun. Il y a quelques années, l'islamisation du peuple mousgoum  était une raison de division. Le massa, jaloux de sa culture, s’est idéologiquement détaché de son frère mousgoum qui lui se revendique musulman. De nos jours, le massa se donne lui aussi à l'islam au même titre que le mousgoum. L'identité partagée de ces peuples ne facilite pas la séparation des composants culturels. Quoique les cases obus soient reconnues mondialement comme appartenant au peuple Mousgoum, le massa lui aussi revendique sa marque identitaire à ce riche patrimoine mondial.

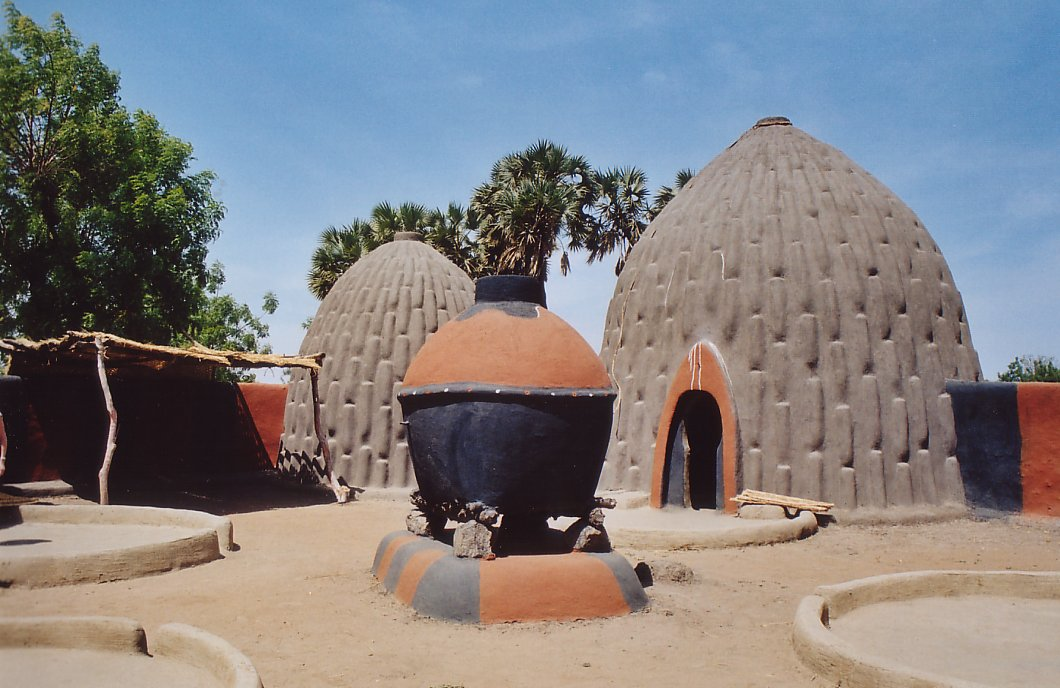
Maisons en forme d'obus dans le nord du Cameroun

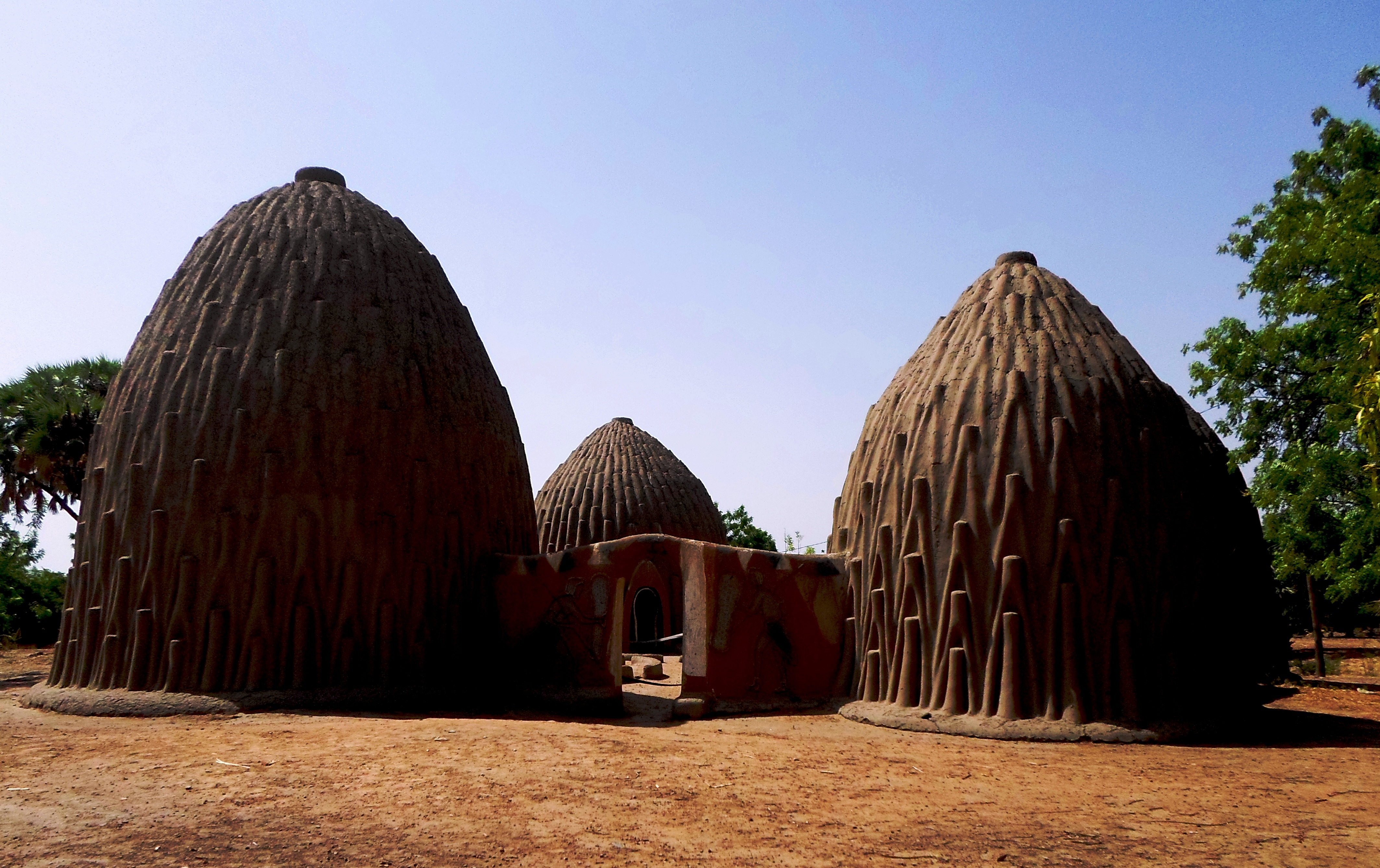
Cases traditionnelles du peuple Mousgoum à Mourla, Cameroun. Mai 2015.

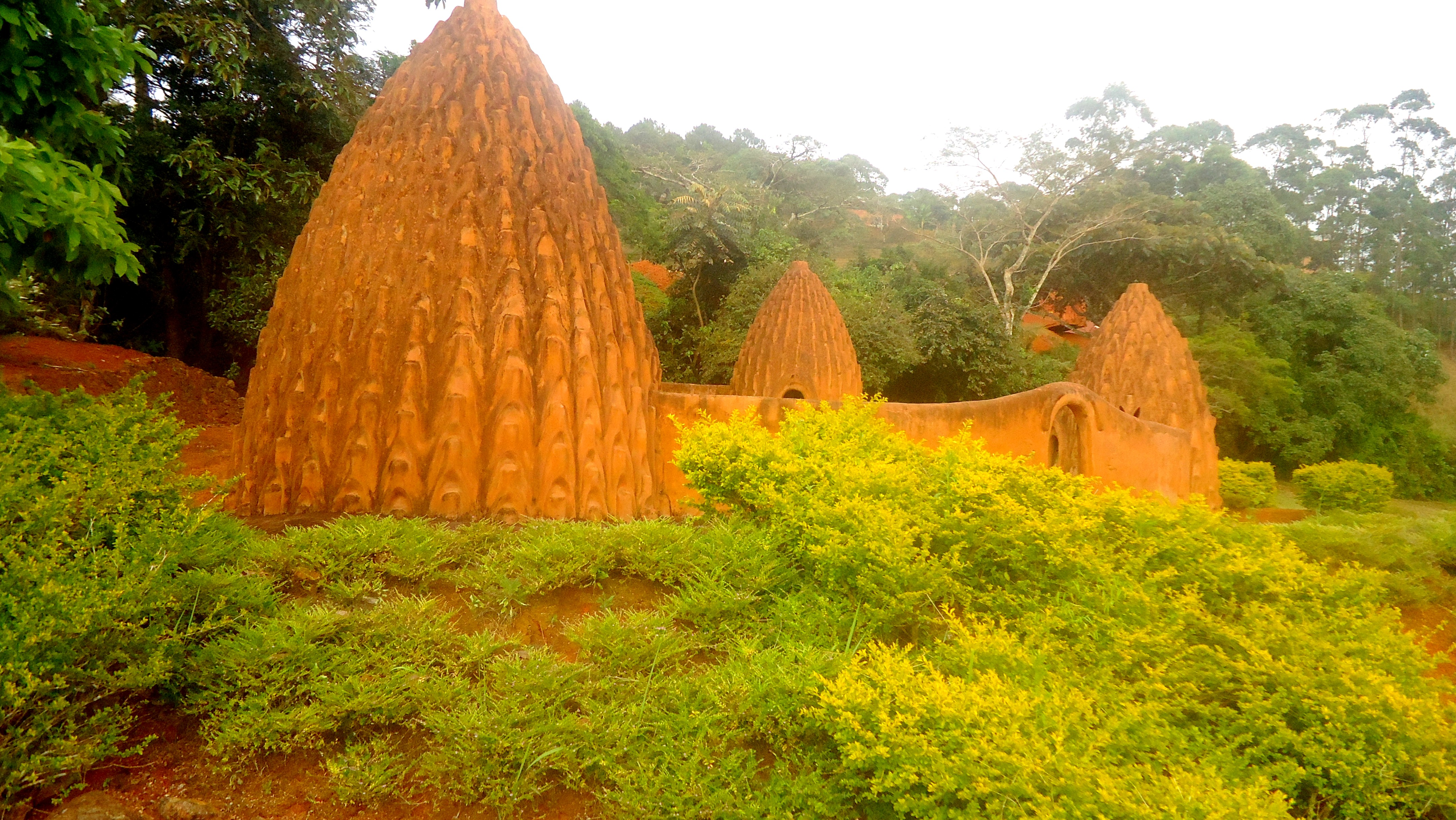
Cases Mousgoum

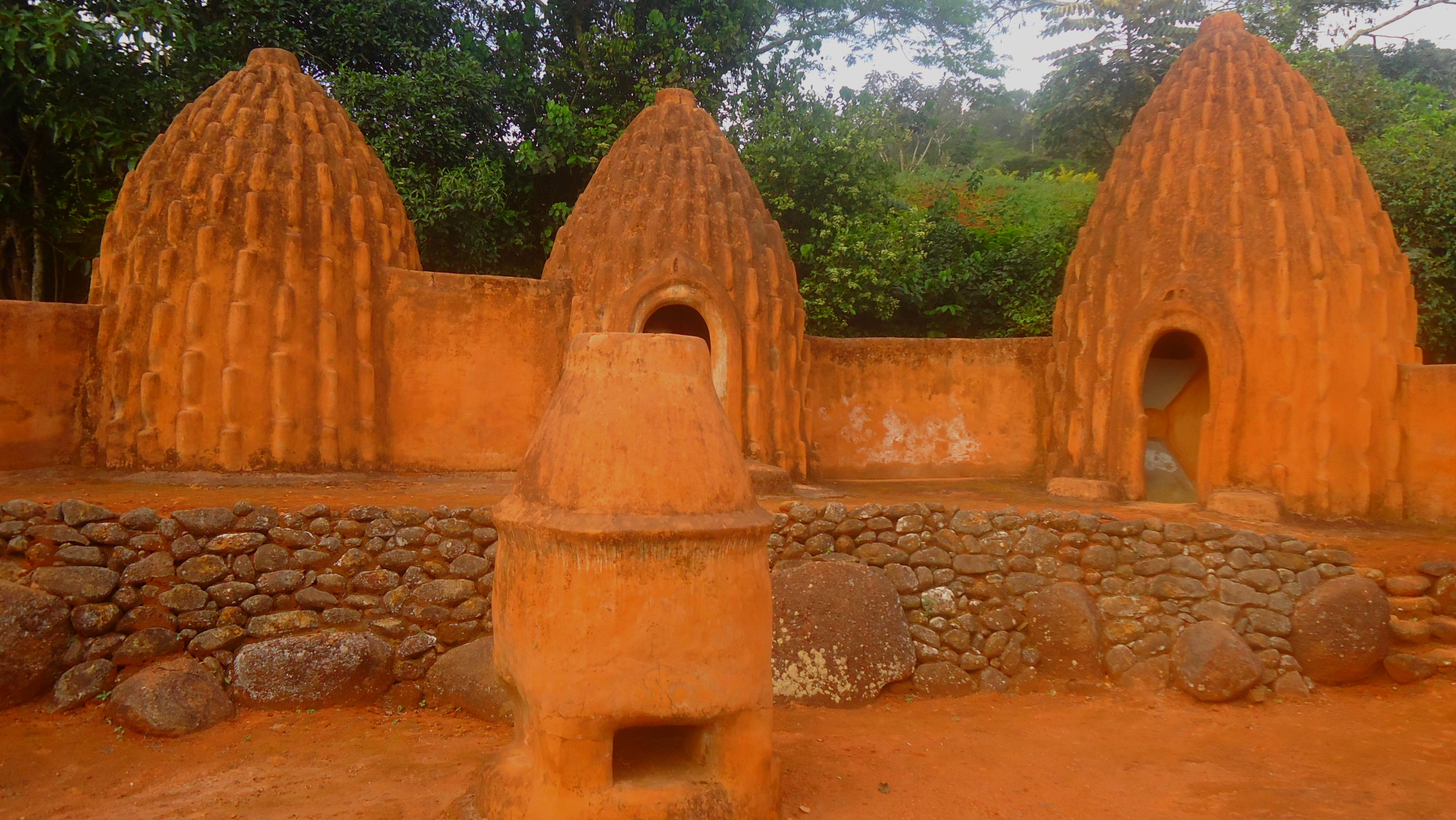
Village Mousgoum

En forme d'obus, le tòlék est la case typique des Mousgoum,. L'une d'entre elles a été reconstituée à Paris lors de l'Exposition coloniale internationale de 1931.